# رالف لافي
رالف لافي (بالإنجليزية: Ralph Levy)‏ هو مخرج أمريكي، ولد في 18 ديسمبر 1920 في سكرانتون في الولايات المتحدة، وتوفي في 15 أكتوبر 2001 في سانتا فيه في الولايات المتحدة.

## وصلات خارجية
- رالف لافي على موقع IMDb (الإنجليزية)
- رالف لافي على موقع ألو سيني (الفرنسية)
- رالف لافي على موقع أول موفي (الإنجليزية)
- رالف لافي على موقع قاعدة بيانات الأفلام السويدية (السويدية)
- رالف لافي على موقع قاعدة بيانات الفيلم (الإنجليزية)
- رالف لافي على موقع كينوبويسك (الروسية)